# Michaeliskirche (Katzhütte)

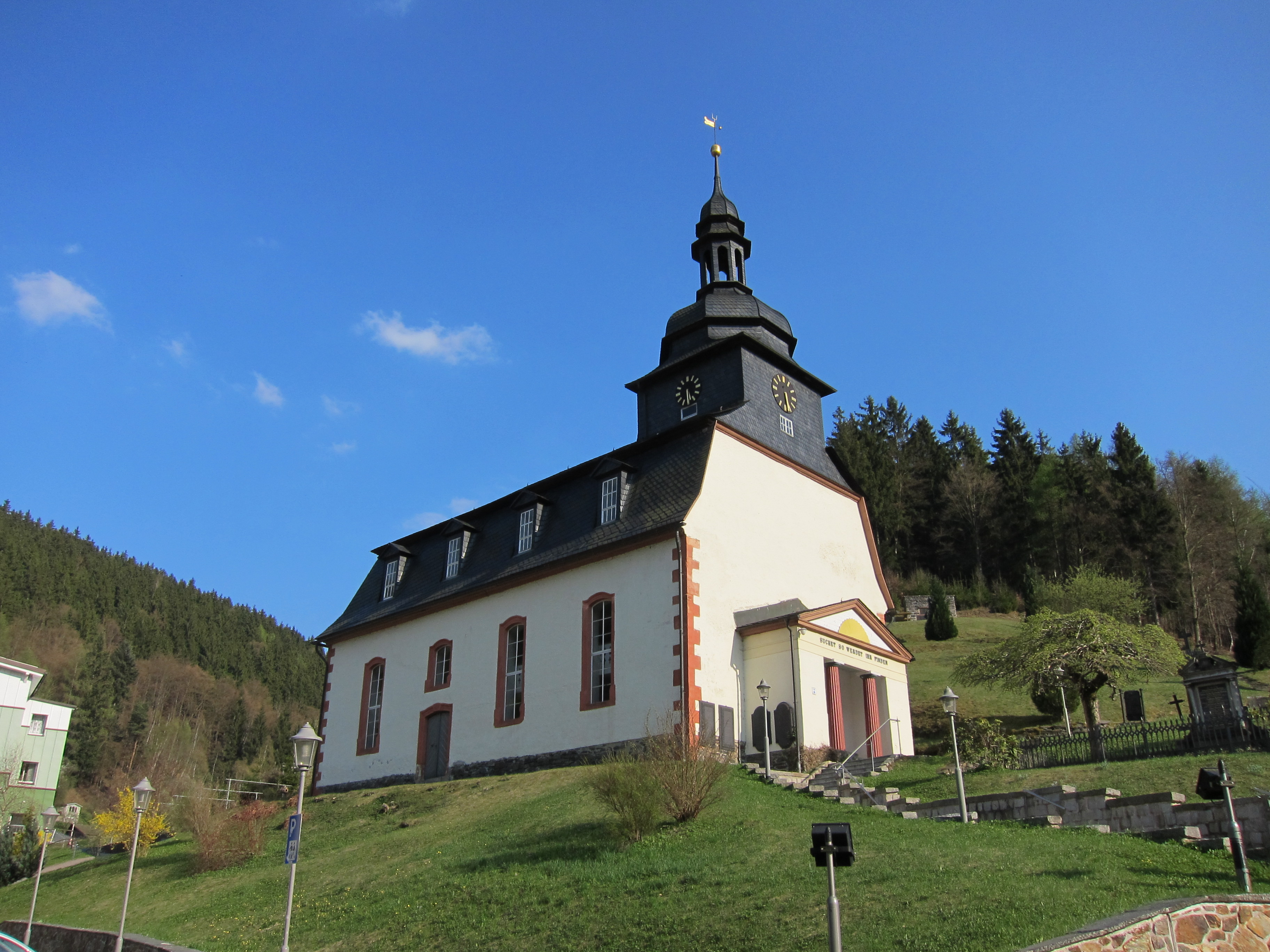
Katzhütte, Michaeliskirche

Die evangelisch-lutherische denkmalgeschützte Michaeliskirche steht in Katzhütte, einer Gemeinde im Landkreis Saalfeld-Rudolstadt von Thüringen. Die Kirchengemeinde Katzhütte gehört zur Pfarrei Oberhain im Kirchenkreis Rudolstadt-Saalfeld der Evangelischen Kirche in Mitteldeutschland. Die Barockkirche wurde vom Geschäftsmann Johann Wolfgang Hammann gestiftet.

## Beschreibung
Die am Hang stehende, massive Saalkirche mit einem westlichen Dachturm wurde von 1754 bis 1756 in schlichtem Bauernbarock anstelle einer vorreformatorischen Kapelle gebaut. Teile des älteren Baus wurden wiederverwendet. Das Langhaus trägt ein schiefergedecktes Mansarddach. Der Turm trägt eine Haube, auf der eine offene Laterne sitzt. Das Portal wird über einen Anbau erreicht. Neben der Kirche steht ein hölzerner Glockenstuhl.
Der Innenraum hat zweigeschossige Emporen. Er ist mit einer hölzernen Flachdecke überspannt. Der Kanzelaltar aus der Mitte des 18. Jahrhunderts wurde von Johann Jeremias Daniel aus Leutenberg geschaffen. Er ist mit Rocaillen verziert. Rechts neben dem Altar befindet sich eine Glocke, die 1815 im Eisenhüttenwerk in Katzhütte von Adolf Erdmann gegossen wurde. Als ihr Klöppel brach, wurde sie abgenommen. Sie wurde jedoch nicht eingeschmolzen, sondern in einem hölzernen Glockenstuhl neben dem Altar aufgehängt. Das Taufbecken ist von 1742.
Der Orgelprospekt weist stilistische Merkmale des Rokoko auf. Die Orgel mit 17 Registern, verteilt auf zwei Manuale und Pedal, wurde 1757 von Johann Michael Wagner gebaut.
1803 und 1986 wurde die Kirche renoviert.